# Antonio Cermeño
Antonio José Verdú Cermak, besser bekannt als Antonio Cermeño (* 6. März 1969 in Río Chico, Bundesstaat Miranda; † 25. Februar 2014 in Caucagua, Miranda) war ein Profiboxer aus Venezuela. Er war im Laufe seiner Karriere Weltmeister der WBA im Superbantamgewicht und Federgewicht.
Er begann 1990 mit dem Profiboxen und bestritt 22 Kämpfe bis 1995, von denen er 21 gewann. Dabei besiegte er auch Manuel Vilchez (22-3) und Ramon Guzman (20-2). Im August 1993 gewann er den Fedelatin-Titel der WBA im Superbantamgewicht. Im Mai 1995 sicherte er sich in Puerto Rico durch Punktesieg gegen Wilfredo Vázquez (42-6), den WM-Titel der WBA im Superbantamgewicht. Diesen konnte er anschließend gegen Jesus Salud (50-6), Yober Ortega (21-1), Eddy Saenz (15-2), Ángel Chacón (23-0), José Rojas (10-3) und zweimal gegen den Japaner Yuichi Kasai (24-2, 24-3) verteidigen, ehe er den Titel niederlegte und ins Federgewicht aufstieg.
Im April 1998 scheiterte er beim Kampf um den WBA-WM-Titel dieser Gewichtsklasse nach Punkten gegen Freddie Norwood (29-0). Im Februar 1999 konnte er erneut um den Titel boxen und besiegte dabei den neuen Titelträger Eddy Saenz (17-4) durch K. o. in der zweiten Runde, verlor den Gürtel jedoch im ersten Verteidigungskampf im Mai 1999 erneut nach Punkten an Freddie Norwood (34-0).
Anschließend bestritt er noch 14 Kämpfe mit zehn Siegen und vier Niederlagen. Dabei besiegte er unter anderem erneut Yober Ortega (28-2) und gewann die Fedelatin und Fedebol-Titel der WBA. Seinen letzten Kampf bestritt er im September 2006.
Nach seiner Karriere engagierte er sich in der Jugendarbeit und unterstützte unter anderem eine WBA-Kampagne gegen Drogen. Im Februar 2014 wurde er in einem Vorort von Caracas entführt und später erschossen.